# 多纳托
多纳托（義大利語：Donato），是意大利比耶拉省的一个市镇。总面积11平方公里，人口712人，人口密度64.7人/平方公里（2009年）。ISTAT代码为096024。